# Вечерници
 Тази статия е за родът прилепи.  За семейството пеперуди вижте Вечерници (семейство).  
Вечерниците (Nyctalus) са род дребни бозайници от семейство Гладконоси прилепи (Vespertilionidae). Включва шест вида, разпространени в субтропичните области на Евразия и Северна Африка. Три от тях се срещат и в България - ръждив вечерник (Nyctalus noctula), голям вечерник (Nyctalus lasiopterus) и малък вечерник (Nyctalus leisleri).

## Видове
- Nyctalus aviator
- Nyctalus azoreum
- Nyctalus lasiopterus – Голям вечерник
- Nyctalus leisleri – Малък вечерник
- Nyctalus montanus
- Nyctalus noctula – Ръждив (обикновен) вечерник